# 정맥 인식

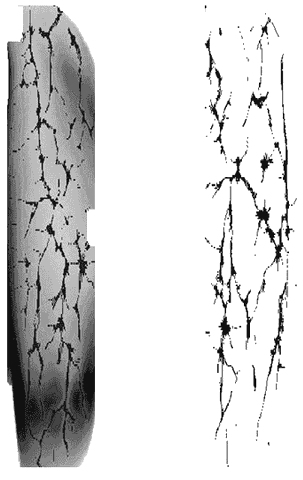
Finger vein scanned

정맥 인식(Vein matching, vascular technology)은 피부의 표면에서 볼 수 있는 혈관, 그 중 특히 정맥의 분포 패턴의 분석을 통한 생체 인식 식별기술이다.
지문의 경우 스캐너에 손가락을 직접 접촉해야 하기 때문에, 건조하거나 찰과상을 입은 피부는 정확도가 떨어진다. 또 건선과 같은 피부병이 있을 경우도 스캐너의 정확성에 한계가 있고, 피부의 직접적인 접촉 때문에 스캐너를 자주 청소해야 하는 것과 장비가 고장 날 확률이 높아지는 것은 말할 것도 없다. 혈관 스캐너는 스캐너와의 직접 접촉할 필요가 없다. 그러므로 정보를 인체 내에서 읽어 들이기 때문에, 피부 상태는 판독의 정확성에 영향을 끼치지 않는다. 또한 혈관 스캐너는 빠른 속도로 작동하기 때문에 채 1초도 걸리지 않는다. 스캔할 때, 손으로 뻗어져 나가는 정맥이 가지는 특이한 패턴들을 포착해낸다.  

## 상업성
정맥 인식(vascular/vein pattern recognition, VPR) 기술은 1997년 이후로 히타치는 손가락, 후지쯔는 손바닥을 이용해 상업적으로 개발해 오고 있는데, 피실험자의 혈관에 있는 헤모글로빈에 반사된 적외선이 투명한 표면 뒤로 CCD 카메라(charge-coupled device camera)에 기록이 된다. 데이터의 패턴은 가공, 압축, 디지털화되어 대상의 생체 인식 검증에 사용된다. 손가락 스캐닝 기기는 일본의 금융 기관, 가두 매점, 회전식 문에서의 사용을 위해 개발되었다. Mantra Softech 회사는 남아시아에서 참석을 체크하기 위한 손바닥의 정맥 패턴을 스캔하는 기기를 내어놓았다. 대한민국에서는 여러 은행기관 등이 정맥인식 기능을 가진 스마트 ATM을 도입하여 사용되고 있다.

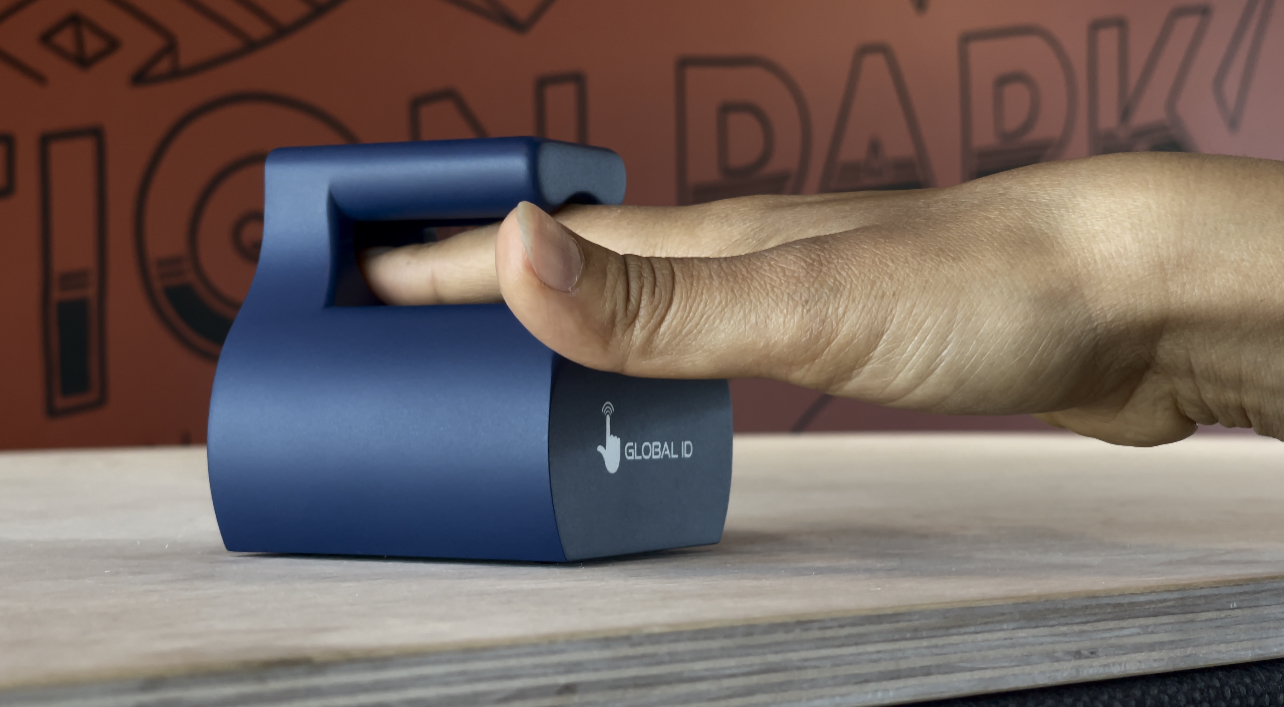
3D Finger vein biometric scanner

## 신원확인 수사
2011년 1월에 발표된 조지타운 대학 교수진들과 학생들이 참여한 조사 보고서 31,000개에 의하면, 미국의 연방 수사관들은 미국의 저널리스트 대니얼 펄이 참수당하는 영상 기록에서의 사진을 사용하여 가해자의 정맥을 알 케이다 첩보원인 모하네드의 정맥과 일치하는지 비교하였다. 그 정맥은 눈에 띄게 튀어나와 있었다. FBI와 CIA는 2004년과 2007년에 모하네드에게 정맥 인식 기술을 사용하였다. 관계자들은 그의 고백이 더 이상 법정에서 소용없을 것과, 정맥 인식을 통한 증거가 그들의 소송을 더욱 일으키게 될 것임을 염려하였다.

## 기타 응용
뉴욕 대학 랑곤 의료 센터와 같은 몇몇 미국의 병원들은 PatientSecure이라고 불리는 정맥 인식 시스템을 사용한다. 의식을 잃거나 말을 못하는 환자들의 신분 확인이나, 병원의 문서 업무 시간을 줄여주는 장점이 있다. 병원 경영의 최고 권위자인 Bernard A. Birnbaum 박사는 “정맥 패턴이 지문 인식보다 100배 이상 다양하다”고 하였다. 그러나, 모하네드가 Pearl의 살인자인지 아닌지 판별하기 위한 정맥 인식의 사용에 관한 신문 보도는 “이 기술이 지문 인식 보다 신뢰성이 덜하다”라고 설명한 FBI 관계자의 말을 인용하였다.